# Židovský hřbitov v Čeradicích
Židovský hřbitov v Čeradicích se nachází necelé dva kilometry severozápadně od centra obce Čeradice, a to v porostu v údolí řeky Liboc. Založen byl v roce 1837 a byli zde pohřbíváni i židé z komunity v Libočanech. Na celkové ploše hřbitova čítající 663 m2 je v současné době vztyčených 25 náhrobků, z nichž nejstarší pochází z roku 1850. Na hřbitově se pohřbívalo přibližně do roku 1875. Hřbitov byl vymezený ohradní zdí, která se nejlépe dochovala v jihovýchodní části.
Hřbitov je dobře přístupný, z Čeradic je směr značený dřevěnými tabulemi. Ke hřbitovu byla prořezána cesta porostem, místo samotné bylo zbaveno dřevin. Tyto úpravy včetně vztyčení náhrobníků byly provedeny v září 2015 ve spolupráci Obecního úřadu v Čeradicích a Židovské obce v Teplicích.

## Galerie

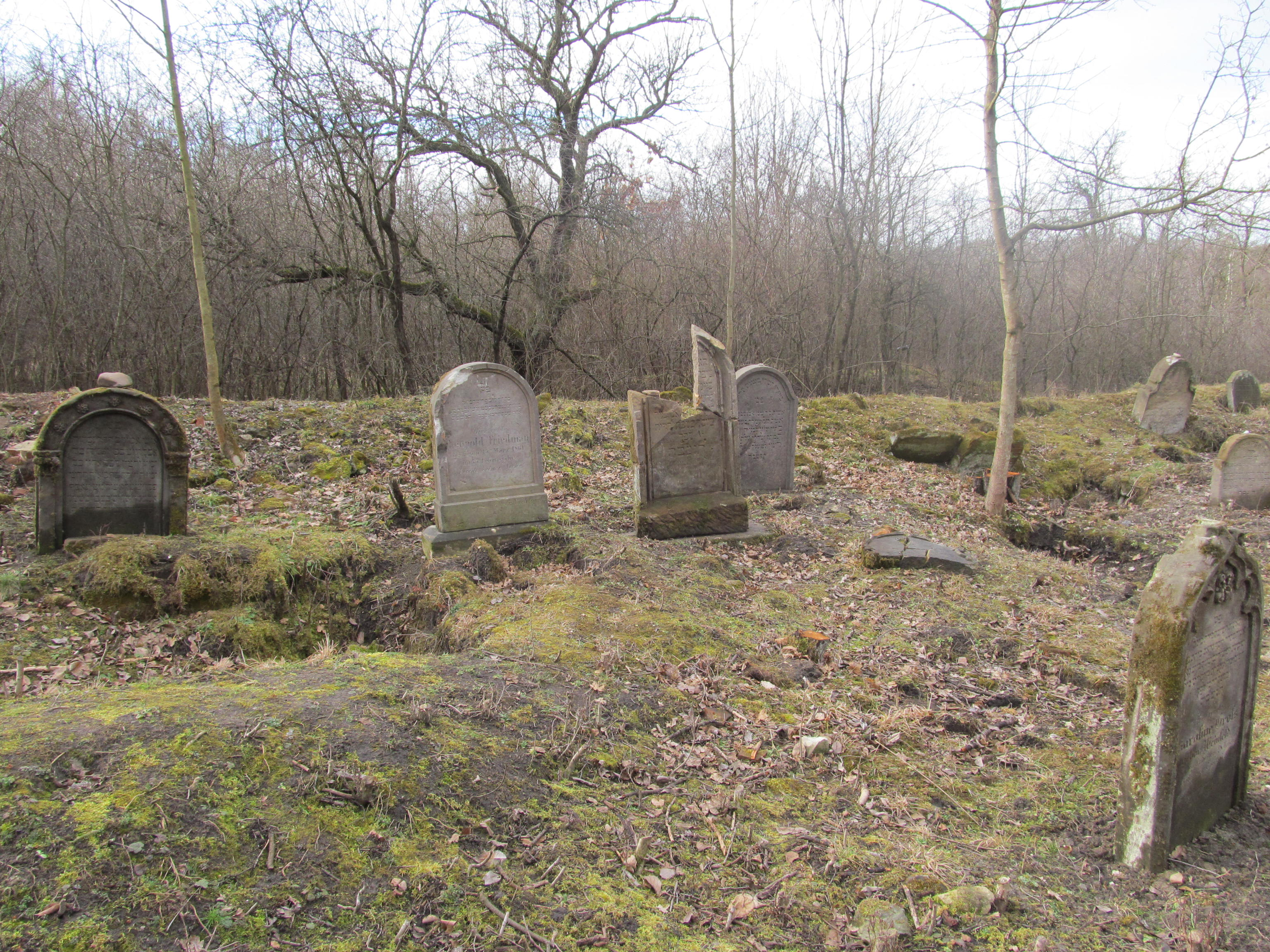
Náhrobky
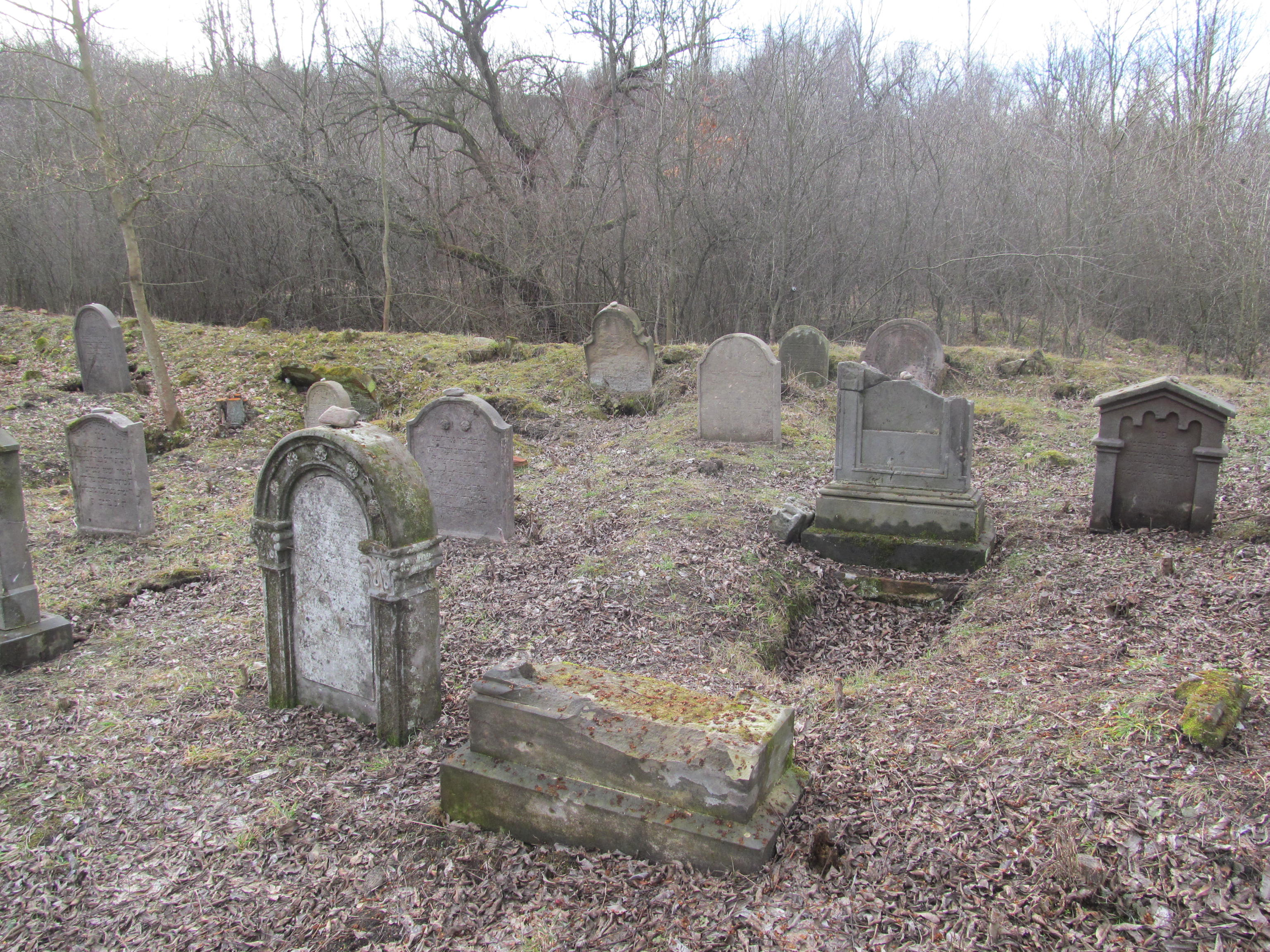
Náhrobky